# Yuriorkis Gamboa
Yuriorkis Gamboa, född 23 december 1981 i Guantánamo, Kuba, är en kubansk boxare som tog OS-guld i flugviktsboxning 2004 i Aten. Vid panamerikanska spelen 2003 tog Gamboa guld i Santo Domingo.